# Walter M. Miller, Jr.
Walter M. Miller, Jr. (* 23. Januar 1923 in New Smyrna Beach, Florida; † 11. Januar 1996 in Daytona Beach, Florida) war ein US-amerikanischer Science-Fiction-Schriftsteller.

## Leben
Walter Miller war im Zweiten Weltkrieg Pilot der US-amerikanischen Luftwaffe. In Italien war er an den Kämpfen um die Benediktinerabtei am Monte Cassino beteiligt. Diese als traumatisch empfundenen Erlebnisse bewegten Miller, 1947 zum Katholizismus zu konvertieren.
Walter Millers schriftstellerisches Wirken war auf ein Jahrzehnt beschränkt. Anfang der 1950er Jahre veröffentlichte er seine ersten Erzählungen, von denen er drei („The First Canticle“, 1955; „And the Light Is Risen“, 1956; „The Last Canticle“, 1957) zu seinem erfolgreichsten Werk, dem 1959 erschienenen Roman A Canticle for Leibowitz (dt. Lobgesang auf Leibowitz) weiterentwickelte. Dieser wurde 1961 als bester Roman mit dem Hugo Award ausgezeichnet und gilt als einer der besten apokalyptischen Romane schlechthin.
Der Roman zeichnet sich durch ein in der Science-Fiction seltenes Interesse am Thema Religion aus. Der Katholik Miller zeichnet ein lebendiges, wenn auch nicht immer orthodoxes Bild der Kirche in einer Welt nach einem Atomkrieg, in der die Menschheit in ein neues Mittelalter geworfen ist. Das alte (naturwissenschaftliche) Wissen wird von der katholischen Kirche bewahrt, deren Mönche die Relikte jedoch nur mystisch deuten können. Die Analogie zum Niedergang der europäischen Zivilisation nach dem Ende des römischen Reiches ist offensichtlich, genauso wie zum allmählichen Neuaufbau in einer der Renaissance entsprechenden Periode. Der Roman endet pessimistisch in einer neuen Moderne, in der die Menschheit aus ihren Fehlern nicht gelernt hat und die alten Katastrophen erneut auslöst.
Nach seinem Erfolg veröffentlichte Miller keine weiteren Arbeiten. Er litt unter Depressionen und Schreibblockaden und zog sich sowohl vom öffentlichen Leben als auch von seiner Familie zurück. Ende der 1980er Jahre begann er, an einem neuen Roman zu arbeiten, der parallel zu den Geschehnissen im Lobgesang handeln sollte. 1989 bekam Bantam Books davon Kenntnis und schloss einen Vertrag für das ungeschriebene Buch mit Walter M. Miller ab. Als dann nach 50 Ehejahren seine Frau starb, erschoss er sich 1996, ein 600-seitiges Manuskript hinterlassend. Der unvollendete Roman wurde von Terry Bisson überarbeitet und im Jahre 1997 als Saint Leibowitz and the Wild Horse Woman, (Deutsch: Ein Hohelied für Leibowitz) herausgegeben.

## Werk
Leibowitz-Zyklus
- A Canticle for Leibowitz (1955, auch als: The First Canticle, Kurzgeschichte)
  - Deutsch: Ein Lobgesang auf Leibowitz. Übersetzt von Reinhard Heinz. In: Edward L. Ferman (Hrsg.): 30 Jahre Magazine of Fantasy and Science Fiction. Heyne SF&F #3763, 1981, ISBN 3-453-30732-1.
- And the Light Is Risen (1956, Kurzgeschichte)
- The Last Canticle (1957, Kurzgeschichte)
- A Canticle for Leibowitz (1959, Roman, Fix-up der drei obenstehenden Kurzgeschichten)
  - Deutsch: Lobgesang auf Leibowitz. Übersetzt von Jürgen Saupe und Walter Erev. Marion von Schröder (Science Fiction & Fantastica), 1971, ISBN 3-547-76745-8. Gekürzte Ausgabe: Heyne SF&F #3342, 1973. Ungekürzte Ausgabe: Heyne SF&F #3342, 1979, ISBN 3-453-30577-9. Auch als: Heyne (Bibliothek der Science Fiction Literatur #49), 1986, ISBN 3-453-31285-6. Überarbeitete Übersetzung: Heyne SF&F #8211, 2000, ISBN 3-453-16419-9.
- Saint Leibowitz and the Wild Horse Woman (1997, Roman)
  - Deutsch: Ein Hohelied für Leibowitz. Heyne SF&F #6343, 2000, ISBN 3-453-16192-0.
- God is Thus (1997, Kurzgeschichte)

Sammlungen
- Conditionally Human (1962)
- The View from the Stars (1965)
- The Science Fiction Stories of Walter M. Miller, Jr. (1978)
- The Best of Walter M. Miller, Jr. (1980, auch als: Dark Benediction)
  - Deutsch: Bedingt menschlich. Heyne SF&F #4307, 1986, ISBN 3-453-31305-4.
- Conditionally Human and Other Stories (1982)
- The Darfsteller and Other Stories (1982)
- Two Worlds of Walter M. Miller (2010)

Kurzgeschichten
- Secret of the Death Dome (1951)
- Izzard and the Membrane (1951)
- The Soul-Empty Ones (1951)
- Dark Benediction (1951)
  - Deutsch: Dunkle Benediktion. Übersetzt von Leni Sobez. In: Walter Spiegl (Hrsg.): Science-Fiction-Stories 24. Ullstein (Ullstein 2000 #43 (2958)), 1973, ISBN 3-548-02958-2. Auch als: Dunkles Erbe. Übersetzt von Barbara Heidkamp. In: Martin Harry Greenberg, Isaac Asimov, Charles G. Waugh (Hrsg.): Faszination der Science Fiction. Bastei Lübbe (Bastei Lübbe Science Fiction Special #24068), 1985, ISBN 3-404-24068-5. Auch als: Dunkle Segnung. Übersetzt von Leni Sobez. In: Bedingt menschlich. 1986.
- The Space Witch (1951)
- The Little Creeps (1951)
- The Song of Vorhu (1951)
- Conditionally Human (1952)
  - Deutsch: Bedingt menschlich. Übersetzt von Brigitte Kraus. In: Groff Conklin (Hrsg.): Unirdische Visionen. Moewig (Terra Taschenbuch #171), 1970. Auch als: Bedingt menschlich. Übersetzt von Bodo Baumann. In: Walter Spiegl (Hrsg.): Science-Fiction-Stories 36. Ullstein (Ullstein 2000 #67 (3046)), 1974, ISBN 3-548-03046-7.[1]
  - Deutsch: Bedingt menschlich. Übersetzt von Leni Sobez. In: Bedingt menschlich. 1986.
- Bitter Victory (1952)
- Dumb Waiter (1952)
  - Deutsch: Die sterbende Stadt. Übersetzt von Bodo Baumann. In: Walter Spiegl (Hrsg.): Science-Fiction-Stories 5. Ullstein (Ullstein 2000 #5 (2804)), 1970, ISBN 3-548-02804-7.
  - Deutsch: Die sterbende Stadt. Übersetzt von Leni Sobez. In: Bedingt menschlich. 1986.
- It Takes a Thief (1952, auch als: Big Joe and the Nth Generation)
  - Deutsch: Big Joe und die n-te Generation. In: Bedingt menschlich. 1986.
- Blood Bank (1952)
  - Deutsch: Abfallprodukte. Übersetzt von Birgit Reß-Bohusch. In: Walter Spiegl (Hrsg.): Science-Fiction-Stories 12. Ullstein (Ullstein 2000 #20 (2877)), 1972, ISBN 3-548-02877-2.
  - Deutsch: Abfallprodukte. Übersetzt von Leni Sobez. In: Bedingt menschlich. 1986.
- Six and Ten Are Johnny (1952)
- Let My People Go (1952)
- Cold Awakening (1952)
- Please Me Plus Three (1952)
- No Moon for Me (1952)
- Gravesong (1952)
- The Big Hunger (1952)
  - Deutsch: Der große Hunger. In: Bedingt menschlich. 1986.
- A Family Matter (1952)
- Command Performance (1952, auch als: Anybody Else Like Me?)
  - Deutsch: In fremder Gewalt. Übersetzt von Peter Naujack. In: Peter Naujack (Hrsg.): Roboter. Diogenes, 1962. Auch als: Gibt es noch jemanden wie mich?. Übersetzt von Leni Sobez. In: Bedingt menschlich. 1986.
- The Reluctant Traitor (1952)
- Check and Checkmate (1953)
- Crucifixus Etiam (1953, auch als: The Sower Does Not Reap)
  - Deutsch: Kruzifixus Etiam. Übersetzt von Joachim Körber. In: Hans Joachim Alpers, Werner Fuchs (Hrsg.): Die Fünfziger Jahre I. Hohenheim (Edition SF im Hohenheim Verlag), 1981, ISBN 3-8147-0010-4. Auch als: Crucifixus etiam. Übersetzt von Leni Sobez. In: Bedingt menschlich. 1986.
- I, Dreamer (1953)
  - Deutsch: Ich, der Träumer. In: Bedingt menschlich. 1986.
- The Yokel (1953)
- Wolf Pack (1953)
- The Will (1954)
  - Deutsch: Der letzte Wille. In: Bedingt menschlich. 1986.
- Death of a Spaceman (1954, auch als: Memento Homo)
- I Made You (1954)
- Way of a Rebel (1954)
- The Ties That Bind (1954)
- The Darfsteller (1955)
  - Deutsch: Der Schauspieler. In: Helmuth W. Mommers, Arnulf D. Krauß (Hrsg.): 8 Science Fiction Stories. Heyne (Heyne-Anthologien #23), 1967. Auch als: Der Darfsteller. Übersetzt von Walter Brumm. In: Wolfgang Jeschke (Hrsg.): Heyne Science Fiction Jahresband 1982. Heyne SF&F #3870, 1982, ISBN 3-453-30756-9. Auch in: Bedingt menschlich. 1986.
- The Triflin' Man (1955, You Triflin' Skunk!, 1965)
  - Deutsch: Du nichtsnutziges Stinktier!. In: Bedingt menschlich. 1986.
- The Hoofer (1955)
- The Song of Marya (1957, auch als: Vengeance for Nikolai)
  - Deutsch: Vergeltung für Nikolai. In: Bedingt menschlich. 1986.
- The Corpse in Your Bed Is Me (1957) with Lincoln Boone
- The Lineman (1957)
  - Deutsch: Der Kabelleger. In: Bedingt menschlich. 1986.